# Délégation du gouvernement en Estrémadure
La délégation du gouvernement en Estrémadure est un organe du ministère de la Politique territoriale. Le délégué représente le gouvernement de l'Espagne en Estrémadure.

## Structure

### Siège
Le siège de la délégation du gouvernement en Estrémadure se situe au 4 de l'avenue de Huelva à Badajoz.

### Sous-délégation
Le délégué du gouvernement en Estrémadure est assisté de deux sous-délégués du gouvernement. Il existe une sous-délégation dans chaque province de la communauté autonome :
- sous-délégation du gouvernement dans la province de Badajoz (Avenida de Huelva, 4, 06005-Badajoz) ;
- sous-délégation du gouvernement dans la province de Cáceres (Avenida Virgen de la Montaña, 3, 10071-Cáceres).

## Titulaires
| Délégués | Délégués                            | Dates du mandat | Dates du mandat | Parti |
| -------- | ----------------------------------- | --------------- | --------------- | ----- |
|          | Juan Ramírez Piqueras               | 25/07/1984      | 24/09/1990      | PSOE  |
|          | Ángel Olivares Ramírez              | 24/09/1990      | 31/07/1993      | PSOE  |
|          | Alicia Izaguirre Albiztur           | 02/08/1993      | 18/05/1996      | PSOE  |
|          | Óscar Baselga Laucirica-Neira       | 18/05/1996      | 24/04/2004      | PP    |
|          | Carmen Pereira Santana              | 24/04/2004      | 06/01/2012      | PSOE  |
|          | Alejandro Ramírez del Molino        | 06/01/2012      | 12/05/2012      | PP    |
|          | Germán Augusto López Iglesias       | 12/05/2012      | 18/04/2015      | PP    |
|          | Cristina Herrera Santa-Cecilia      | 25/04/2015      | 19/06/2018      | PP    |
|          | María Yolanda García Seco           | 19/06/2018      | 01/01/2022      | PSOE  |
|          | Francisco Alejandro Mendoza Sánchez | 01/01/2022      | 13/12/2023      | Sans  |
|          | José Luis Quintana Álvarez          | 13/12/2023      | En fonction     | PSOE  |